# Novembre Rouge
Novembre rouge est un jeu de société de Bruno Faidutti et Jeff Gontier pour de 3 à 8 joueurs. Largement inspiré du naufrage du Koursk mais détourné de manière humoristique, les joueurs incarnant des gnomes doivent tenter de survivre dans un sous-marin en totale perdition.

## Contenu de la boite
Novembre rouge dispose de 8 petits gnomes en plastique, un plateau pliable, un dé à 10 faces, des cartes, des jetons objets et de jetons de temps.

## Système de jeu
Chaque joueur incarne un gnome qui tente pendant son tour de régler un des multiples soucis du sous-marin. Le joueur choisi l'endroit où il veut aller et l'action qu'il souhaite faire, en fonction de ces objets et en dépensant le temps adéquat. Plus il prend de temps, plus il a de chance de réussir l'action. 
Une fois son action faite avec succès ou non, on pioche un certain nombre de carte événements qui vont déterminer ce qui s'est passé pendant ce même temps. Il peut y avoir des infiltrations d'eau, du feu, des portes bloquées, et parfois des catastrophes. 
Les gnomes peuvent s'alcooliser pour se donner du cœur à l'ouvrage, mais peuvent aussi succomber aux malices de l'alcool et tomber en coma éthylique. 
Il s'agit d'un jeu coopératif : les joueurs gagnent ou perdent tous ensemble, à l'exception du cas où un joueur prend le scaphandre et quitte le sous-marin. Dans ce dernier cas, le joueur qui a quitté le sous-marin attend la fin du jeu, si les autres joueurs survivent, alors le fuyard a perdu, sinon il est le seul gagnant.
Il existe des variantes du jeu dans lesquelles il est par exemple possible d'attaquer un gnome avec un pied-de-biche, ce qui permet d'éliminer un joueur soupçonné de traîtrise.

## Réception
Le jeu a été plutôt bien reçu auprès du public, surtout pour son côté chaotique et son rapport contenu/qualité/prix.